# Anastasía Avramídou
Pour les articles homonymes, voir Avramidou.
Anastasía Avramídou (en grec moderne : Αναστασία Αβραμίδου ; née en 2000) est une joueuse d'échecs grecque.

## Palmarès dans les compétitions d'échecs des jeunes
En 2012, Anastasía Avramídou remporte le championnat de Grèce d'échecs de la jeunesse dans la catégorie des filles de moins de 12 ans. Elle représente à plusieurs reprises la Grèce lors de diverses éditions du championnat d'Europe d'échecs de la jeunesse et au championnat du monde d'échecs de la jeunesse dans différentes catégories d'âge, où elle remporte deux médailles d'or : 
- en 2012, à Prague, en Tchéquie, lors du championnat d'Europe d'échecs de la jeunesse dans la catégorie des filles de moins de 12 ans[2]
- en 2014, à Batoumi, en Géorgie lors du championnat d'Europe d'échecs de la jeunesse dans la catégorie des filles de moins de 14 ans[3].

Elle remporte également à deux reprises le championnat du monde d'échecs scolaires dans différents groupes d'âge : 
- en 2009, dans la catégorie des filles de moins de 9 ans[4]
- en 2013, dans la catégorie des filles de moins de 13 ans[5]

En 2014, elle remporte le titre de championne d'Europe d'échecs scolaires dans la catégorie des filles de moins de 15 ans.

## Parcours avec l'équipe nationale grecque

### Parcours lors des olympiades d'échecs féminines
Anastasía Avramídou joue pour la Grèce aux Olympiades féminines :
- en 2016, troisième échiquier lors de la 42e Olympiade d'échecs qui se déroule à Bakou (5 victoires (+5), 4 matchs nuls (=4), une défaite (-1))[7],
- en 2018, au troisième échiquier lors de la 43e Olympiade d'échecs qui se déroule à Batoumi, en Géorgie (+5, = 4, -1)[8].

### Parcours lors du championnat d'Europe d'échecs des nations
Anastasía Avramídou joue pour la Grèce au championnat d'Europe d'échecs des nations :
- en 2017, elle joue au quatrième échiquier lors du championnat d'Europe d'échecs des nations féminin qui se déroule en Crète, en Grèce (4 victoires (+4), 3 matchs nuls (= 3), 2 défaites (-2))[9].

## Titres échiquéens internationaux
En 2012, Anastasía Avramídou reçoit le titre de maître FIDE féminin (MFF). 
En 2016, elle reçoit deux titres internationaux : celui de maître international féminin (MIF), et celui de maître FIDE (MF).